# Grünberg (Totes Gebirge)
Der Grünberg oder Plagitzer ist ein 1874 m ü. A. hoher Berg im  westlichen Toten Gebirge. Die auffallend grasige Südostflanke fällt zur Plagitzer Grube ab. Nach Nordosten fällt die Flanke über den Schnittlauchboden in das Kar des Grünbachs ab. Die steile Nordflanke ist wild zerfklüftet. Am selten besuchten Gipfel befindet sich ein Gipfelkreuz.

## Anstiege
Auf den Grünberg führen keine markierten Anstiege. Bekannte Routen sind
- Vom Ebenseer Hochkogelhaus (1558 m) durch die Plagitzer Grube über die Südwestflanke auf den Gipfel
- Vom Offensee über die Grünbergalm und den Schnittlauchboden auf den Gipfel